# Makromonomer
Makromonomer je makromolekula, jíž jedna koncová skupina umožňuje fungovat jako monomer. Makromonomery se spojují do větších celků a vytvářejí tak polymery.
Makromonomery lze vytvořit několika postupy, například řízenou radikálovou polymerizací.
Velké rozměry molekul makromonomerů oproti běžným monomerům způsobují syntetické potíže. Kinetiku a mechanismus polymerizací makromonomerů může výrazně ovlivnit jejich topologie.